# Bothrioceretta nigra
Bothrioceretta nigra är en insektsart som först beskrevs av Fowler 1904.  Bothrioceretta nigra ingår i släktet Bothrioceretta och familjen kilstritar. Inga underarter finns listade i Catalogue of Life.